# Emilio Brambilla
Emilio Brambilla (Milano, 26 giugno 1882 – 17 ottobre 1938) è stato un allenatore di atletica leggera e atleta italiano poliedrico.

## Biografia
Partecipò ai Giochi olimpici intermedi del 1906, nelle gare del salto in lungo da fermo, dove arrivò sedicesimo, e del pentathlon (nella sua composizione antica), che lo vide diciannovesimo.
Due anni dopo, nel 1908, prese parte ai Giochi olimpici di Londra, durante i quali fu eliminato nelle fasi di qualificazione dei 200 metri piani, mentre arrivò in finale nella gara del lancio del giavellotto stile libero, anche se non è nota la prestazione ottenuta dall'atleta.
Nel 1910 fu campione italiano assoluto dei 110 metri ostacoli. Già nel 1906 aveva preso parte alla prima edizione dei campionati italiani assoluti di atletica leggera, dove vinse la medaglia di bronzo nei 100 metri piani.
Dopo il ritiro fu allenatore presso la Società Ginnastica Milanese Forza e Coraggio: tra le atlete che allenò si ricordano Amelia Schenone, Bruna Pizzini, Luigia Bonfanti e Maria Bonfanti.

## Palmarès
| Anno | Manifestazione            | Sede   | Evento                              | Risultato     | Prestazione | Note |
| ---- | ------------------------- | ------ | ----------------------------------- | ------------- | ----------- | ---- |
| 1906 | Giochi olimpici intermedi | Atene  | Salto in lungo da fermo             | 16º           | 2,725       |      |
| 1906 | Giochi olimpici intermedi | Atene  | Pentathlon (antico)                 | 19º           |             |      |
| 1908 | Giochi olimpici           | Londra | 200 metri piani                     | elim. qualif. | n/d         |      |
| 1908 | Giochi olimpici           | Londra | Lancio del giavellotto stile libero | finale        | n/d         |      |

## Campionati nazionali
- 1 volta campione italiano assoluto dei 110 metri ostacoli (1910)

1906
- Bronzo ai campionati italiani assoluti di atletica leggera, 100 metri piani - n/d

1908
- Argento ai campionati italiani assoluti, 100 m piani

1910
- Oro ai campionati italiani assoluti di atletica leggera, 110 metri ostacoli - 17"3/5